# Naczelnik gminy
Naczelnik gminy – w latach 1973–1990 jednoosobowy organ administracji państwowej oraz organ wykonawczo-zarządzający gminnej rady narodowej. Naczelnik gminy wykonywał swoje funkcje przy pomocy podległego mu urzędu gminy oraz kierowników jednostek podporządkowanych gminnej radzie narodowej. W przypadku niemożności pełnienia przezeń obowiązków jego funkcję sprawował sekretarz biura urzędu gminy, a od 1983 roku zastępca naczelnika.
Naczelnika gminy powoływał na czas nieokreślony przewodniczący prezydium wojewódzkiej rady narodowej na wniosek powiatowej rady narodowej, który ponadto powinien być zaopiniowany przez gminną radę narodową. Po likwidacji powiatów w 1975 roku naczelników powoływał wojewoda po zasięgnięciu opinii gminnej rady narodowej. Ostatni raz tryb powoływania naczelników gmin zmieniła ustawa z 20 lipca 1983 roku o systemie rad narodowych i samorządu terytorialnego.
Po reformie administracyjnej Polski w 1975 roku, gdy gminy przejęły znaczącą część zadań zlikwidowanych powiatów pozycja naczelnika gminy znacząco wzrosła, ponieważ

naczelnicy gmin ponoszą odpowiedzialność za wszechstronny rozwój (...) gmin jako mikroorganizmów społeczno-gospodarczych, a szczególnie za rozwój rolnictwa i gospodarki żywnościowej, pełne i racjonalne wykorzystanie ziemi na cele produkcji rolniczej, efektywne gospodarowanie środkami produkcji oraz wykonywanie bieżących zadań produkcyjnych w rolnictwie, a także podnoszenie wiedzy i kwalifikacji rolników i pracowników rolnictwa oraz zapewnienie sprawnego funkcjonowania systemu usług produkcyjnych i socjalnych dla ludności wsi

.
Stanowisko naczelnika gminy zostało zlikwidowane z dniem 30 kwietnia 1990 roku w oparciu o ustawy uchwalone przez Sejm kontraktowy 8 marca 1990 roku. Jednak faktyczne zlikwidowanie funkcji naczelnika miało miejsce po ukonstytuowaniu się władz samorządowych wybranych w wyborach samorządowych przeprowadzonych 27 maja 1990 roku. Jego kompetencje zostały przejęte przez wójta.